# Икономически функции на управлението
Икономическата роля или икономическите функции на управлението може да се дефинират като класификация на целите на икономическите политики. Различните школи в икономиката посочват различни такива цели и ги класифицират различно по важност и първостепенност. Според някои на първо място е осигуряването на икономическа свобода, според други това е правната рамка за функциониране на икономиката, а според трети подкрепата на гражданите в различни аспекти, като например осигуряване на предпазна социална мрежа.